# Biserica de lemn Sf. Voievozi din Tanacu

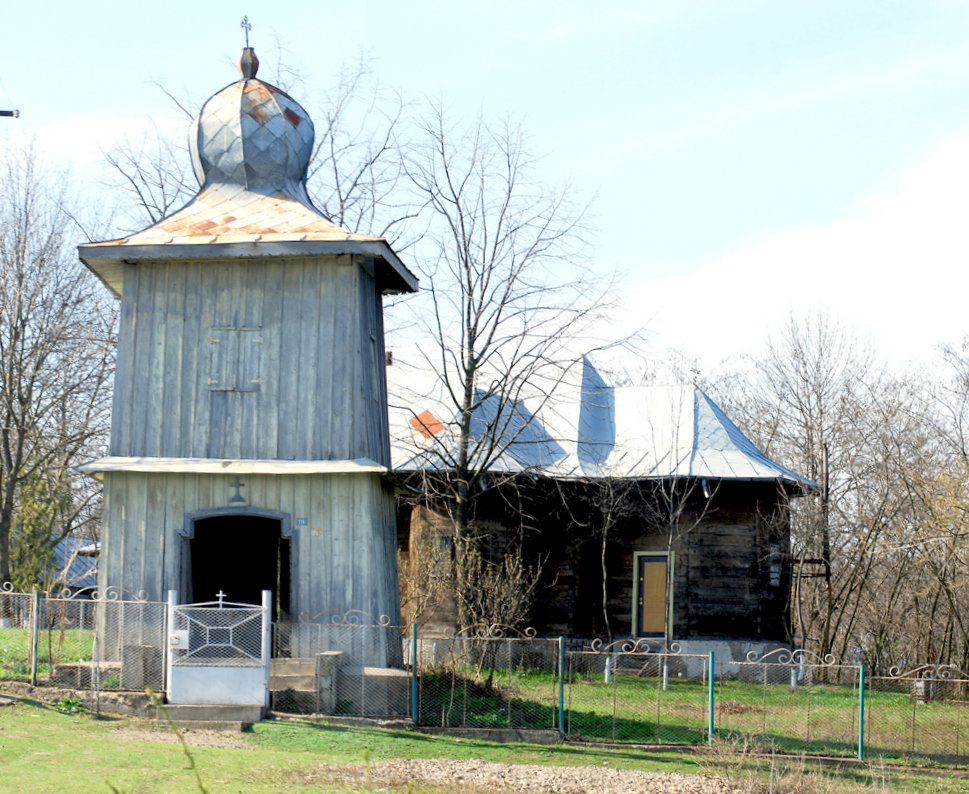
Biserica de lemn din Tanacu şi clopotniţa, judeţul Vaslui (Foto: aprilie 2010)

Biserica de lemn "Sfinții Voievozi" se află în comuna Tanacu, județul Vaslui. Se regăsește în Lista Monumentelor Istorice din anul 2004 a județului Vaslui la numărul 407, având codul  VS-II-m-B-06885 
Biserica se află în centrul satului. În partea de sud a bisericii se găsește clopotnița de lemn.

## Trăsături
Construcția este alcătuită din bârne transversale dreptunghiulare. Prezintă o absidă pentagonală pe latura estică (altarul). Intrarea se face pe latura de vest, printr-un pridvor de lemn. Ca și alte biserici de lemn din județ, nu are turlă. Construcția este acoperită cu tablă.